# Džon Ozborn
Džon Džejms Ozborn, (engl. John James Osborne, Fulam, 12. decembar 1929 — Šropšir, 24. decembar 1994), bio britanski dramaturg i filmski producent, dobitnik Oskara. Karijeru započeo kao glumac, a svoju prvu dramu "Đavo u njemu" napisao je u saradnji sa Stelom Linden. Njegova drama "Osvrni se u gnevu" pokrenula je bujicu snažno realističkih drama o životu savremene britanske radničke klase. Sledeća Ozbornova drama "Zabavljač" bavila se pričom o neuspešnom komičaru. Glavna uloga u drami bila je poverena glumcu Lorensu Olivijeu, koji je glumio i u filmskoj i u pozorišnoj verziji "Zabavljača". Ozborn je napisao scenario za film "Tom Džons" i za drame "Nedopustiv dokaz" i "Luter".

## Drame
- Đavo u njemu (1950)
- Osvrni se u gnevu (1956)
- Zabavljač (1957)
- Luter (1961)
- Nedopustiv dokaz (1964)

## Filmovi
- Zabavljač (1960)
- Osvrni se u gnevu (1959)
- Tom Džons (1963, Oskar)